# Era de Bronze da banda desenhada
A Era de Bronze da banda desenhada (no Brasil, histórias em quadrinhos) foi um período de avanços e maturidade artística para as histórias em quadrinhos produzidas nos Estados Unidos, predominantemente no gênero de super-heróis. Sucedendo à "Era de Prata", na qual o gênero havia adquirido um apelo excessivamente infantil e adotado fortes influências da ficção científica, a "Era de Bronze" compreenderia as publicações lançadas entre a década de 1970 e o início da década de 1980, estendendo-se até aproximadamente o ano de 1985.
Seu término e sucessão é motivo de debate, bem como sua própria existência. Há duas teorias comumente aceitas: uma de que a "Era de Bronze" antecederia a "Era de Ferro" ou "Era Sombria" das histórias em quadrinhos, que se estenderia a partir de 1985 por toda a década de 1990, e outra de que antecederia a "Era Moderna", em vigência desde então. O escritor Grant Morrison, entretanto, sugere em seu livro Supergods que 1970 marcaria o início não da "Era de Bronze", mas sim da própria "Era Sombria", que se estenderia além de 1985 e seria marcada pela tentativa de "levar o mundo real para os quadrinhos".

## História

### Início e transição entra "Era de Prata" e "Era de Bronze"
É comumente aceito que a Era de Prata foi sucedida pela Era de Bronze. O marco de transição entre um período e o outro, entretanto, não é claro, e existem diversas possibilidades tanto para o término de uma quanto para o início da outra. Uma possibilidade seria o ano de 1969, quando teriam sido publicadas as últimas revistas com preço de capa de 12 cents. O pesquisador Arnold T. Blumberg acredita que a transição entre os dois períodos foi gradual, se estendendo desde o final da década de 1960 até 1973, quando foi publicada a história The Night Gwen Stacy Died. Nela, Gwen Stacy, a então namorada do super-herói Homem-Aranha, é morta — um dos mais emblemáticos e memoráveis momentos da história do gênero, segundo Blumberg: "[a morte de Gwen Stacy] é o evento que muitos citam como o mais tocante e mais memorável na memória coletiva dos fãs", disse em artigo de 2003. A história, segue defendendo, representaria o ápice de um ideal que vários profissionais vinham defendendo naquele período de transição: abordar temas mais maduros, ainda que estes estivessem sendo "filtrados" pela "lente simplista dos super-heróis". A morte de Stacy representaria o fim da inocência dos leitores e das histórias mais leves que haviam marcado o período.
O historiador Will Jacobs sugere como marco de transição abril de 1970, mês em que Julius Schwartz, o homem responsável por iniciar a Era de Prata, abandonou o cargo de editor da revista Green Lantern, protagonizada por um dos heróis que ele havia ajudado a reinventar, em favor de Denny O'Neil e Neal Adams O trabalho da dupla é comumente apontado como o término da Era de Prata. Se na década de 1960 o personagem era um dos mais expoentes exemplos do otimismo que permeava as histórias do período, as histórias de O'Neil e Adams retratavam o Lanterna Verde como um personagem que sabia que "os dias felizes" estavam para trás e questões mais sérias eram levantadas. Na coluna "Scott's Classic Comics Corner", um dos jornalistas do site americano Comic Book Resources apontaria diversas possibilidades para esse término. Embora uma das mais aceitas fosse a publicação de Green Lantern/Green Arrow #76, a primeira história de O'Neil e Adams, houve outros eventos significativos naquele mesmo ano.
Tão aceita quanto Green Lantern/Green Arrow #76 como "marco transitório" está a publicação de Conan the Barbarian #1, pela Marvel Comics. A revista, escrita por Roy Thomas, possui ainda maior valor dentro do contexto em que se inseria: "Em 1970, a assim chamada Era de Prata dos quadrinhos norte-americanos encerrava-se de vez. Conforme os veteranos das HQs (alguns dos quais estavam na indústria desde seu nascimento!) se afastavam do gênero, uma nova safra, a primeira composta por fãs de quadrinhos, tomava seu lugar. O expoente maior destes fãs que viraram criadores foi Roy Thomas", disse o jornalista Pedro Hunter em texto publicado em 2001 Não apenas revistas, mas atitudes tomadas por certos profissionais naquele ano também poderiam representar o fim da Era de Prata: a aposentadoria do editor Mort Weisinger, até então responsável pelas histórias de Superman, e a saída o emblemático desenhista e escritor Jack Kirby da Marvel seriam outras possibilidades, sugere. Independente de qual evento, especificamente, teria engatilhado a transição, o surgimento de histórias mais "realistas", abordando temas de maior relevância social, seria uma tendência que representaria o início da Era de Bronze.
Para alguns pesquisadores, a Era de Bronze começou em 1969, quando Robin deixa Batman para ingressar na faculdade. E teria terminado em 1985, com a Crise das Infinitas Terras Já outros, a Era de Bronze começa em 1973, tendo como fato relevante o relaxamento do código americano de ética dos quadrinhos, que após a sua revisão em 1971 permitiu, por exemplo, a série de terror da editora, que inclui o surgimento de Blade.

### Conan, o Bárbaroe uma maior exploração do erotismo
E o maior erotismo das histórias, como na série de Conan, o Bárbaro, Conan (assim como a Revista MAD) logo seria publicado num formato "magazine, formato maior que os dos comic books (17 x 26 cm) em preto e branco para não sofrer censura do Comics Code.

### Outras mudanças
Como característica geral são citadas as várias reformulações de grupo de super-heróis, principalmente os X-Men e os Novos Titãs, o surgimento de super-heróis das minorias e os não super-heróis e a alusão cada vez maior a temas então banidos pelo código, tais como o uso de drogas (Harry Osbourn na Marvel e Ricardito na DC).
Essas mudanças criaram um conjunto de características que diferenciaram o período na história dos quadrinhos, assim como havia acontecido anteriormente com as chamadas Era de Ouro e Era de Prata dos Quadrinhos.
Outras mudanças que são costumeiramente citadas como marcos da transição entre a Era de Prata e a Era de Bronze são:
Retirada de criadores populares, com a aposentadoria de Mort Weisinger, editor das histórias do Superman, e mudança de Jack Kirby para a DC.
Reconfiguração de muitos personagens populares, como um "obscuro" Batman de Denny O'Neil e Neal Adams, que se aproximaria da concepção original dos anos de 1930, várias mudanças em Superman tais como o desaparecimento da Kryptonita e a perda temporária dos poderes da Mulher Maravilha.
A morte de personagens importantes. Além da morte de Gwen Stacy, na DC houve a dos membros da Patrulha do Destino e vários participantes da Legião dos Super-Heróis.
Quanto ao término da Era de Bronze, não há uma data de consenso, predominando para fins de discussão o ano 1985, pois sem dúvida a DC Comics iniciou nesse período uma retomada da liderança do mercado americano que havia perdido durante a fase Marvel da Era de Prata (também chamada de Era Marvel).
No Brasil, as mudanças da primeira fase da Era de Bronze americana (1969-1980) praticamente foram ignoradas, pois nesse período o mercado de quadrinhos nacionais foi dominado pelos personagens infantis, liderados pela Turma da Mônica e Zé Carioca e os demais personagens Disney, além de adaptações de desenhos animados da TV, principalmente da Hanna-Barbera.
Mas houve uma convergência com os americanos, quando começaram a repercutir entre os leitores brasileiros as mudanças estilísticas e temáticas ocorridas nas histórias de super-heróis a partir dos anos 80, graças a um bem feito trabalho de divulgação da Editora Abril que assumiu a publicação da linha de super-heróis no país.

## O fim da Era de Bronze
Durante os anos de 1980 surgiria a arte de uma nova geração de quadrinistas internacionais, das quais se destacaram Frank Miller, Grant Morrison, Alan Moore dentre outros, que fizeram com que os críticos considerassem de fato mais esse período como diferenciado na história do gênero. Muitos o chamaram de Era Moderna dos Quadrinhos.
Os sinais dessa nova fase que viria substituir a Era de Bronze já haviam surgido com a introdução dos chamados Graphic novel, termo popularizado por Will Eisner para apresentar em 1978 seu trabalho Um Contrato com Deus. O celebrado autor achava que comics não se aplicava a referida obra, que, apesar de ser em forma de quadrinhos, não teria nada de engraçada.
Utilizava-se de uma temática adulta e séria (No Brasil sugeriu-se que o termo fosse traduzido para arte sequencial). Frank Miller seria um dos criadores dos anos 80 que apontaram como influência essa obra de Eisner e a popularização do novo formato inclusive para super-heróis seria então uma característica marcante da nova era dos quadrinhos, a Era Moderna.
Se a "Era de Bronze" terminaria entre 1985 e 1986, com a publicação de histórias como Crise nas Infinitas Terras, Watchmen e The Dark Knight Returns, o "realismo" exarcebado do período seguinte o levaria a ser denominado "Era de Ferro" ou "Era Sombria dos quadrinhos". O escritor Grant Morrison, em seu livro Supergods, apontaria que 1970 marcaria o início não da "Era de Bronze", mas sim da "Era Sombria", que se estenderia além de 1985 e seria marcada pela tentativa de "levar o mundo real para os quadrinhos".

## Linha de Tempo
1969-1979
- 1969: Robin deixa Batman para entrar na universidade.

- 1969: Primeira aventura do Falcão, o futuro parceiro afroamericano do Capitão América.

- Outubro de 1970: A Marvel Comics começa a publicar Conan, o bárbaro.

- 1970: A DC Comics começa a publicar Quarto Mundo de Jack Kirby, iniciado na revista 'Jimmy Olsen e continuado em The New Gods (Os Novos Deuses), The Forever People (O Povo da Eternidade) e Mister Miracle (Senhor Milagre).

- 1971: O Falcão ganha status e se torna o parceiro do Capitão América.

- 1971: O Comics Code é revisado.

- 1971: DC Comics apresenta o personagem Monstro do Pântano na revista House of Secrets (Casa dos Segredos).

- 1971: Clark Kent se torna um jornalista de TV.

- 1972: Marvel começa a publicar The Tomb of Dracula (A tumba de Drácula).[23]

- 1972: Luke Cage se torna o primeiro super-herói afro-americano a estrelar série própria em Hero for Hire #1.[24]

- 1973: A morte de Gwen Stacy na história The Night Gwen Stacy Died, publicada na revista do Homem-Aranha Amazing Spider-Man #121.

- 1973: o surreal Howard the Duck faz sua primeira aparição nos quadrinhos e se torna o primeiro protagonista não-super-herói da Marvel a ganhar popularidade. Ele estrelaria série própria em 1976 e tira diária, além de um filme em 1986.

- 1974: Wolverine estréia em Incredible Hulk #181.

- 1975: Giant-Size X-Men#1 com história de Len Wein e Dave Cockrum, apresenta os novos X-Men."

- 1977: Dave Sim lança os quadrinhos independentes Cerebus, a maior série ininterrupta (300 revistas) de quadrinhos bem como o mais longo trabalho de um artista no gênero.

- 1978: Após iniciativa de Roy Thomas, a Marvel lança Star Wars, quadrinhos baseados no filme e que rapidamente se tornam na revista mais vendida da época.

- 1978: DC cancela metade das revistas numa crise editorial apelidada de "Implosão DC".

- 1979: DC publica The World of Krypton, a primeira mini-série de quadrinhos. A editora ganha maior flexibilidade nos títulos.

1980-1985 (The Grim ou Era Sinistra, também chamada de era do "durão" e "amargo")
- 1980: Primeira revista da DC Comics (The New Teen Titans) ou Os Novos Titãs, que é bem-sucedida após a crise e revitaliza os super-heróis da editora.

- 1982: Marvel publica Contest of Champions, (O Torneio dos Campeões), o primeiro evento a reunir todos os maiores super-heróis da Editora.

- 1982: The G.I. Joe é lançado pela Marvel Comics e se transforma no título mais bem-sucedido da década.

- 1984: Marvel publica Secret Wars (Guerras Secretas), a primeira mini-série da companhia lançada em conjunto com uma linha de brinquedos inspirada nas histórias.

- 1985: DC publica Crisis on Infinite Earths (Crise das Infinitas Terras) e elimina 50 anos de continuidade das histórias.

- 1985: Após Crisis on Infinite Earths, a DC cancela as revistas The Flash e Wonder Woman (Mulher Maravilha).

## Artistas da Era de Bronze
| Escritores - T. Casey Brennan (Creepy, Eerie, Vampirella, House of Mystery) - Chris Claremont (Punho de Ferro (Iron Fist) e X-Men - Gerry Conway (Homem-Aranha) - Steve Engelhart (Capitão América, revista Detective Comics do Batman) - Mark Evanier (Falcão Negro, DNAgents, Crossfire (Eclipse comics)) - Steve Gerber (Howard the Duck, Defensores, Homem-Coisa, Omega the Unknown, Guardiões da Galáxia) - Archie Goodwin (Manhunter) - Don McGregor (Pantera Negra, Killraven) - Al Milgrom (Homem-Aranha, Hulk) - Doug Moench (Mestre do Kung Fu) - David Michelinie (Aquaman, Homem de Ferro) - Dennis O'Neil (Batman, Lanterna Verde/Arqueiro Verde) - Michael Fleisher (Jonah Hex, Espectro) - Jim Shooter (Vingadores) - Jim Starlin (Capitão Marvel, Adam Warlock) - Roy Thomas (Conan, o bárbaro), All-Star Squadron (Comando Invencível) - Len Wein (Monstro do Pântano, revista Giant Size X-Men) - Marv Wolfman (The Tomb of Dracula, Novos Titãs) | Ilustradores - Neal Adams (revista Detective Comics, Arqueiro Verde/Lanterna Verde) - John Buscema (revistas Conan, the Barbarian e Savage Sword of Conan) - John Byrne (Tropa Alfa, Quarteto Fantástico, X-Men) - Dave Cockrum (Legião dos Super-Heróis, X-Men) - Ernie Colon (Riquinho) - Mike Grell (Legião dos Super-Heróis, Guerreiro) - Gene Colan (The Tomb of Dracula, Howard the Duck, Demolidor) - Mike Kaluta (The Shadow (O Sombra)) - Frank Brunner (Dr. Estranho) - Jack Kirby (Novos Deuses, Senhor Milagre, Etrigan, O Demônio, Kamandi, Os Eternos) - Frank Miller (Demolidor) - George Pérez (Novos Titãs) - Marshall Rogers (revista Detective Comics) - Walt Simonson (Hercules Unleashed, Manhunter, Thor) - Barry Windsor-Smith (Conan o bárbaro) - Paul Gulacy (Mestre do Kung Fu) - Bernie Wrightson (Monstro do Pântano, Casa dos Mistérios, Casa dos Segredos) - Mike Zeck (Capitão América, Justiceiro) - Keith Giffen (Legião dos Super-Heróis) - Arvell Jones (All-Star Squadron (Comando Invencível), Homem de Ferro, Punho de Ferro) |